# Караадыр (станция)
Караадыр (каз. Қараадыр) — станция (населенный пункт) в Шортандинском районе Акмолинской области Казахстана. Входит в состав Петровского сельского округа. Код КАТО — 116847500.

## География
Станция расположена в юго-западной части района, на расстоянии примерно 50 километров (по прямой) к юго-западу от административного центра района — посёлка Шортанды, в 17 километрах к югу от административного центра сельского округа — села Петровка.
Абсолютная высота — 379 метров над уровнем моря.
Ближайшие населённые пункты: село Петровка — на севере.
Населённый пункт является станцией Южно-Сибирской железнодорожной магистрали. 

## Население
В 1989 году население станции составляло 446 человек (из них русские — 47%).

В 1999 году население станции составляло 479 человек (228 мужчин и 251 женщина). По данным переписи 2009 года в населённом пункте проживали 363 человека (190 мужчин и 173 женщины).
| Численность населения | Численность населения | Численность населения |
| 1989                  | 1999                  | 2009                  |
| --------------------- | --------------------- | --------------------- |
| 446                   | ↗479                  | ↘363                  |

## Инфраструктура
В станции функционируют:
- основная школа
- мини-центр «Карлыгаш»

## Улицы[6]
- ул. Бейбитшилик
- ул. Линейная
- ул. Станционная
- ул. Степная
- ул. Центральная
- ул. Школьная
- ул. Элеваторная